# نل کمبل
نل کمبل (انگلیسی: Nell Campbell؛ زادهٔ ۲۴ مهٔ ۱۹۵۳) بازیگر و خواننده اهل استرالیا است.
از فیلم‌ها یا برنامه‌های تلویزیونی که وی در آن نقش داشته است، می‌توان به فیلم راکی هارور، سرور و دیوار پینک فلوید اشاره کرد.